# ひばりヶ丘 (みよし市)
ひばりヶ丘（ひばりがおか）は、愛知県みよし市の地名。

## 歴史

### 人口の変遷
国勢調査による人口および世帯数の推移。
| 2005年（平成17年） | 625世帯 4251人 |  |
| 2010年（平成22年） | 670世帯 4377人 |  |
| 2015年（平成27年） | 668世帯 3783人 |  |
| 2020年（令和2年）  | 658世帯 3237人 |  |

### 沿革
- 2002年（平成14年）11月2日 - 西加茂郡三好町大字福谷の一部より、同町ひばりヶ丘一丁目から二丁目が成立[1]。
- 2010年（平成18年）1月4日 - 市制施行に伴い、みよし市ひばりヶ丘となる。

## 交通
- 三好ヶ丘駒場線

## 施設
- 名古屋刑務所
- みよし市ひばりヶ丘ふれあいセンター
- トヨタ生協メグリア三好店
- ひばりヶ丘公園

### WEB
1. ↑  “愛知県みよし市の町丁・字一覧”.   人口統計ラボ. 2024年3月26日閲覧。
2. 1 2  総務省統計局 (2022年2月10日). “令和2年国勢調査の調査結果(e-Stat) - 男女別人口，外国人人口及び世帯数－町丁・字等” (CSV). 2023年8月2日閲覧。
3. ↑  “読み仮名データの促音・拗音を小書きで表記するもの(zip形式) 愛知県” (zip).   日本郵便 (2024年2月29日). 2024年3月26日閲覧。
4. ↑  “市外局番の一覧” (PDF).   総務省 (2022年3月1日). 2022年3月22日閲覧。
5. ↑  “ナンバープレートについて”.   一般社団法人愛知県自動車会議所. 2024年1月21日閲覧。
6. ↑  総務省統計局 (2014年6月27日). “平成17年国勢調査の調査結果(e-Stat) - 男女別人口及び世帯数 －町丁・字等” (CSV). 2021年7月21日閲覧。
7. ↑  総務省統計局 (2012年1月20日). “平成22年国勢調査の調査結果(e-Stat) - 男女別人口及び世帯数 －町丁・字等” (CSV). 2021年7月21日閲覧。
8. ↑  総務省統計局 (2017年1月27日). “平成27年国勢調査の調査結果(e-Stat) - 男女別人口及び世帯数 －町丁・字等” (CSV). 2021年7月21日閲覧。

### 書籍
1. ↑  『広報みよし No.791』三好町、2002年11月1日、17頁。